# フランス文学院

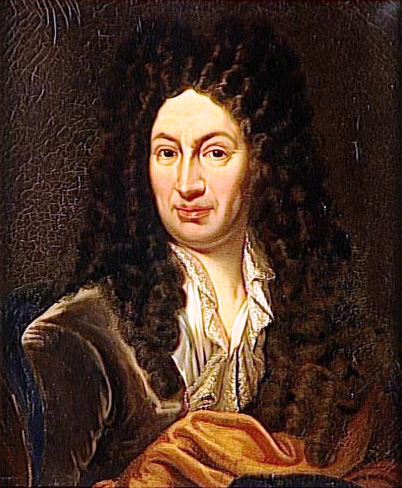
ジャン・シャプラン（Jean Chapelain）、フランス文学院創設者の一人

碑文・文芸アカデミー（仏語: Académie des Inscriptions et Belles-Lettres）は、フランスのアカデミー。フランス学士院を構成する五つのアカデミーの一つ。領域は、歴史学、考古学、東洋学、文献学、言語学、美術史、思想史、碑文研究など。現在のプレジダンはイヴ＝マリー・ベルセ（Yves-Marie Bercé）。

## 沿革
- 1663年：ラ・プチ・アカデミー（La Petite Académie）の名でコルベールによって設立[2]。
- 1795年：フランス学士院に統合[3]。
- 1816年：碑文・文芸アカデミー（Académie des Inscriptions et Belles-Lettres）となる。

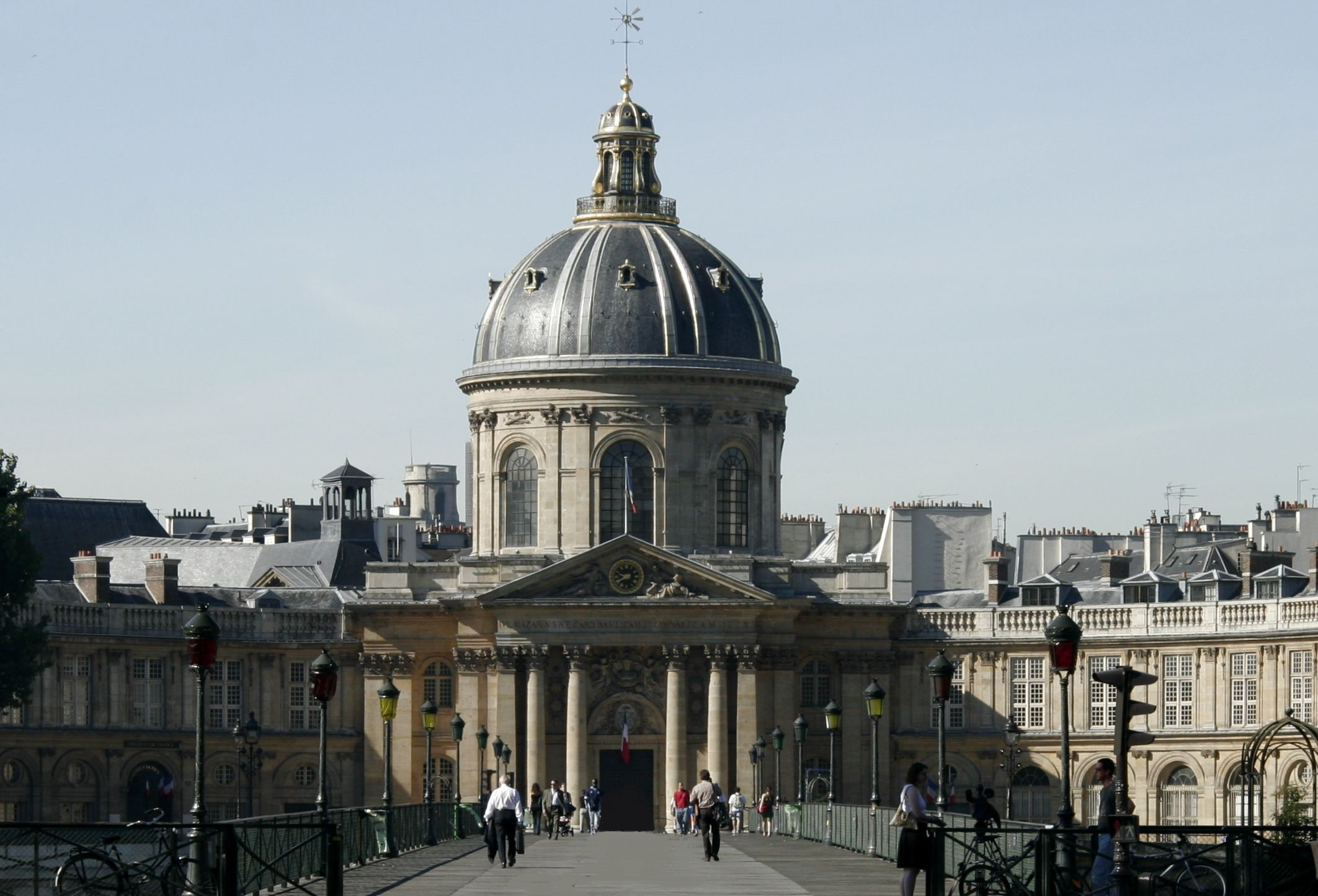
フランス学士院

## 主な会員・連携会員

### フランス人
- アントワーヌ・ガラン（東洋学者、『千夜一夜物語』翻訳者）
- アントワーヌ＝レオナール・ド・シェジー（東洋学者）
- アンリ・コルディエ（東洋学者）
- エチエンヌ・フルモン（東洋学者）
- オーギュスタン・ティエリ（歴史家、ジャーナリスト）
- スタニスラス・ジュリアン（東洋学者）
- ベルナール・フォントネル（作家、『世界の複数性についての対話』の著者）
- ローヌ男爵ジャック・テュルゴー（政治家、重農主義経済学者、啓蒙思想家）
- シャルル・ペロー（作家）
- ジャン＝シルヴァン・バイイ（天文学者、政治家）
- ジャン＝バティスト・コルベール（財務大臣）
- ジャン・マビヨン（ベネディクト会修道士、歴史家、古文書学者）
- ジョゼフ・ヴァンドリエス（言語学者、ケルト語学者）
- ピエンツァ公シャルル＝フランソワ・ルブラン（政治家）
- フランツ・ミクロシッチ（言語学者）
- ミシェル・ブレアル（言語学者、神話学者）

### 外国人
- 秋山光和（日本美術史）[4]
- 平山郁夫（日本画）[4]
- 大地原豊（仏教学）[5]
- 三笠宮崇仁親王（皇族、古代オリエント史）
- 佐藤彰一（西洋中世史）[4]
- 松村剛（中世フランス文献学）[6][7]